# Relaciones Cuba-Serbia
Las relaciones Cuba-Serbia se refiere a las relaciones bilaterales entre Cuba y Serbia. Cuba tiene una embajada en Belgrado y Serbia tiene una embajada en La Habana. En el parlamento de Serbia hay un grupo parlamentario activo de amistad con Cuba. Cuba apoya a Serbia en su reacción a la declaración de independencia de Kosovo de 2008 hacia Kosovo considerando [...] el acto ilegítimo y la violación de las normas del derecho internacional y los principios de la Carta de la ONU. Serbia apoya a Cuba en las Naciones Unidas en condenar el embargo de Estados Unidos contra Cuba.